# Udvarhelyi Károly

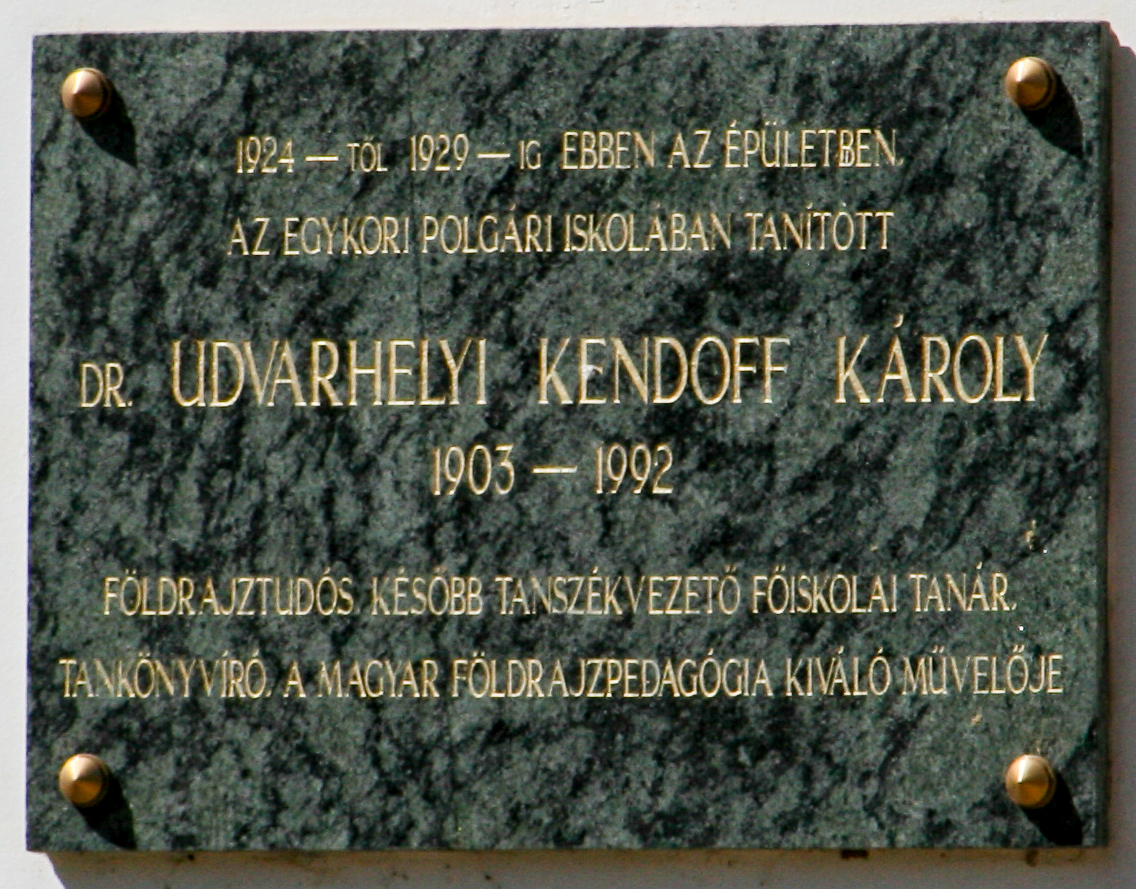
Emléktáblája mátészalkai működésének színhelyén, a Széchenyi István általános iskola falán 2007-ben

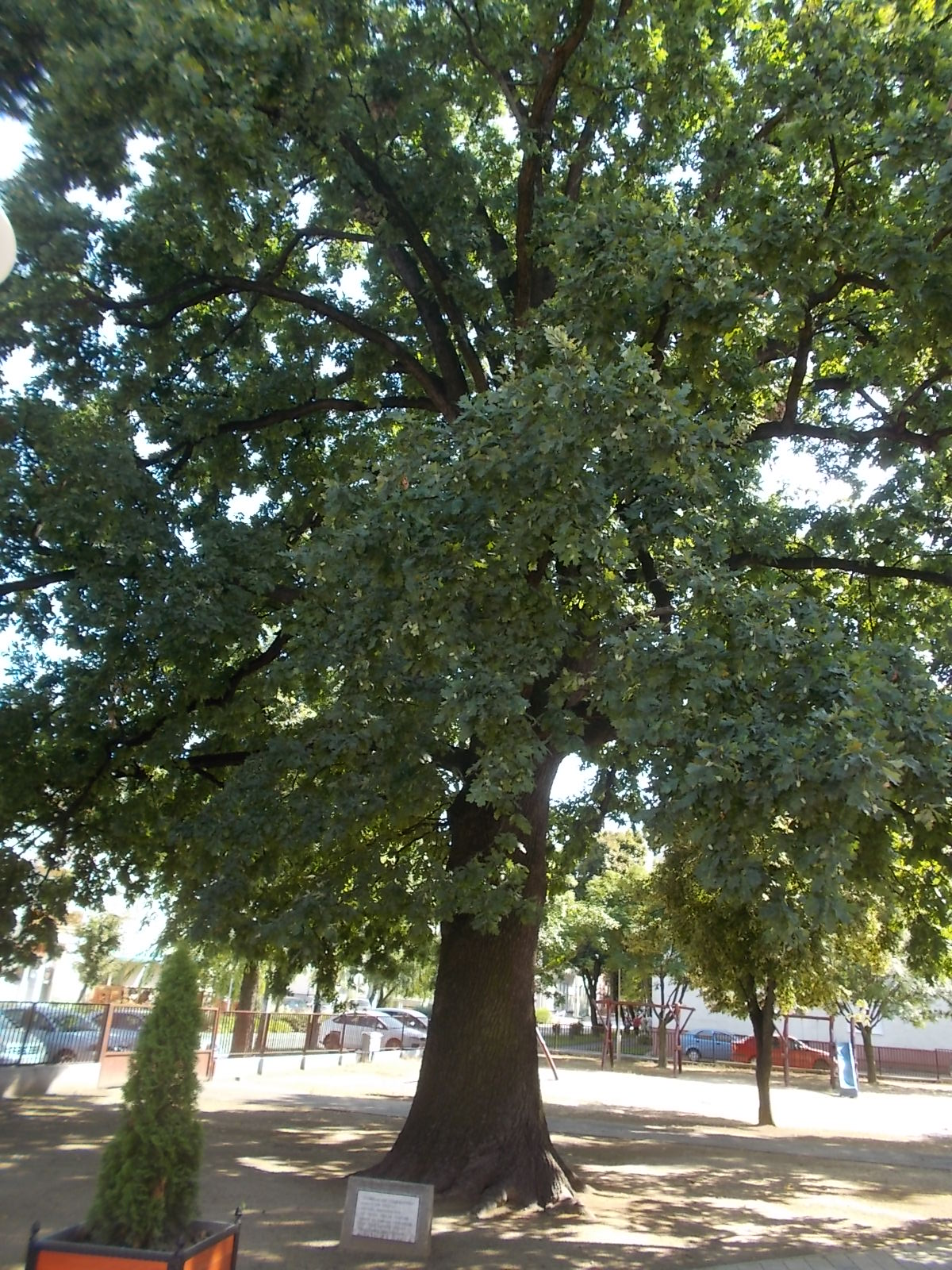
Az ifjú Kendoff Károly tanár és diákjai által 1927-ben ültetett első világháborús emlékfa 2017-ben

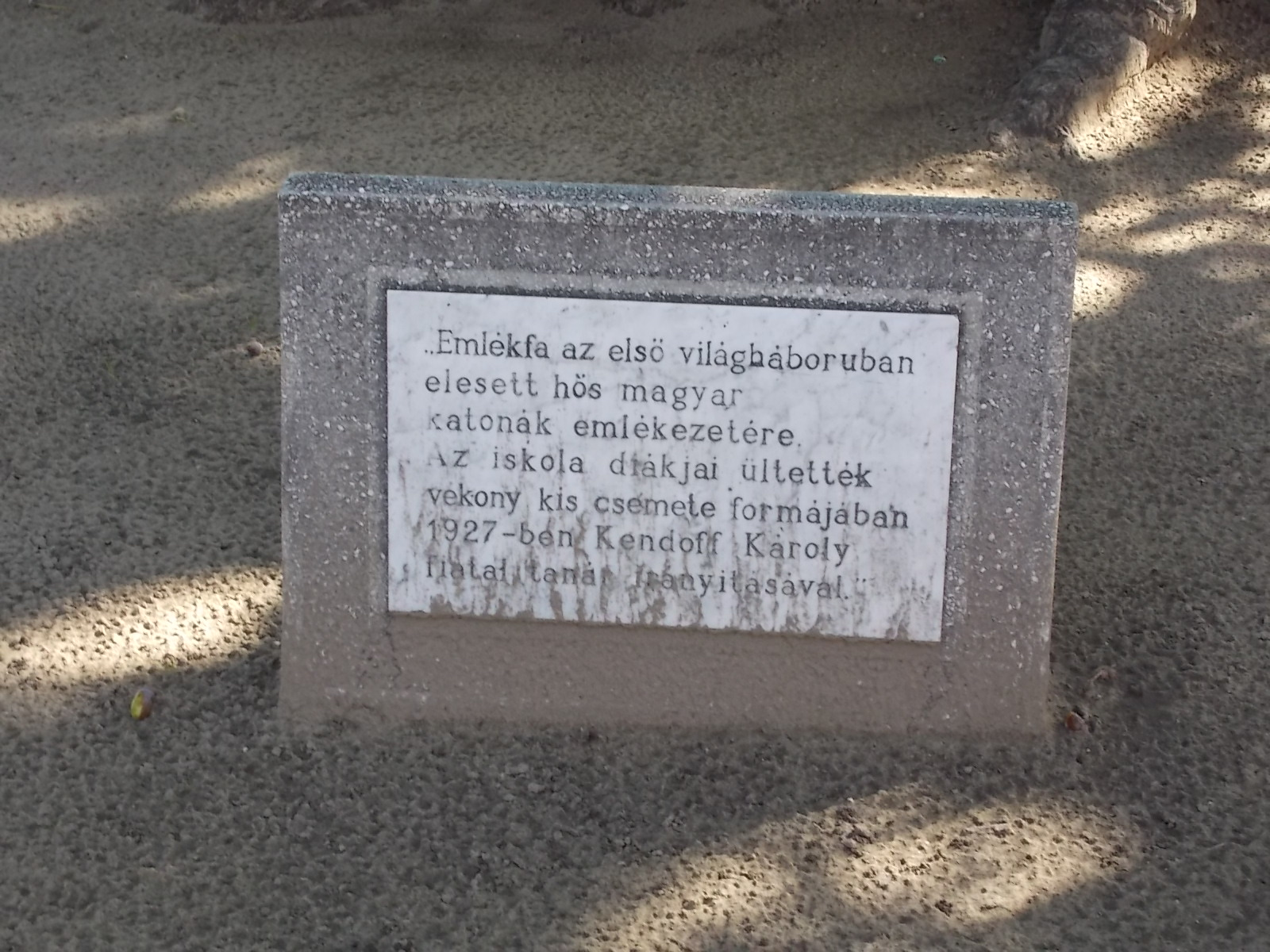
Az emlékfa táblája

Udvarhelyi Károly, született Kendoff (Nyárádmagyarós, 1903. február 9. – Budapest, 1992. március 1.) pedagógus, földrajztanár, a 20. századi magyar földrajzoktatás módszertanának egyik legkiválóbb művelője. 
A 20. század elején Nyugat-Európában kialakított „új iskola”, a „munkaiskola” pedagógiai elvei nyomán a tanulók aktivitását és öntevékenységét ösztönözve, az egyéni tapasztalatszerzés, megfigyelés és kísérletezés révén igyekezett a tanulók lényeglátását, problémamegoldó képességét és önálló gondolkodását fejleszteni.

## Élete és munkássága
A Székelyföldön, Nyárádmagyaróson született, elemi iskoláit Parajdon és Csomafalván, a polgárit Kolozsváron végezte. Ezután egy évet gyárban dolgozott, majd a kolozsvári tanítóképzőben folytatta tanulmányait. 1921-ben, a tanítói oklevél megszerzése után a Marianumban létesített első erdélyi polgári iskolai tanárképzőbe iratkozott be. Ennek megszűnte után a budai Paedagogiumban fejezte be főiskolai tanulmányait. Itt Littke Aurél volt a mestere, aki felfigyelt Udvarhelyi tehetségére és szorgalmára, szakma- és hivatásszeretetére. 1929-ben, ötéves mátészalkai oktató munka Littke közbenjárására Udvarhelyit áthelyezték a szegedi főiskola ekkor Szenes Adolf vezette, már országos hírű intézetének gyakorlóiskolájába szakvezető tanári minőségben. A gyakorlóiskola tudományos munkájára jellemző, hogy tanárai 1930-tól 1942-ig negyvennél több módszertani könyvet írtak „A Gyakorló Polgári Iskola Könyvtára” című sorozatban, a „munkaiskola” szellemében. A műhely későbbi igazgatója, Kratofil Dezső A Cselekvés Iskolája címmel pedagógiai-módszertani folyóiratot indított és szerkesztett. A gyakorlóiskola tanárai között Udvarhelyi Károly is rendszeresen tartott módszertani előadásokat Szegeden, Budapesten és más városokban.
Udvarhelyi módszertani újításként a harmincas évek elején a gyakorlóiskolában sajátos földrajzi előadótermet, kabinetet rendezett be. Ebben nem volt dobogó és katedra, a tanterem fő helyét a terepasztal foglalta el, és a tábla, valamint a falitérképek mellett a földrajzi tananyaghoz kapcsolódó, saját szerkesztésű speciális térképek és szemléltető eszközök, ásványok, kőzetek, talajminták, könyvek és atlaszok voltak benne; a tanár munkáját vetítőgép és gazdag képi információs anyag segítette. A terepasztalon a földrajzi fogalmak értelmezését a tanulók önálló munkáját igénylő gyakorlatokat, kísérleteket végeztek. Udvarhelyi ekkoriban állította össze első szakmetodikai munkáját „Földrajzoktatás a cselekvő iskolában – Földrajzi gondolkodásra való nevelés” (Szeged, 1934) címmel. Hasonló gondolatokra épültek a Szegeden szerkesztett „Földrajzi munkanaplói” is. E füzetek már a programozott oktatásnak megfelelő feladatokat is tartalmaztak. 1933-ban kiadta a szegedi gyakorlóiskolában készített táblai rajzait és ezek magyarázatát „Mit rajzoljunk a földrajzi órán” címmel; ez a könyve 1948-ig öt kiadást ért meg, ami szinte páratlan sikernek számít a földrajz-módszertani irodalom történetében. Térképvázlatai, szelvényei a gyakorlati szemléletű oktatás példái, amelyek szakítást jelentettek a korábbi enciklopédikus módszerekkel.
Szegedi évei alatt szerezte meg az egyetemi doktorátust summa cum laude eredménnyel. Az oktatómunka mellett a szegedi tankerület földrajzi szakfelügyelője, majd általános tanulmányi felügyelője is volt.
A háború után, 1948-ban áthelyezték Debrecenbe, ahol az akkor létesített pedagógiai (később tanárképző) főiskolán tanszékvezetői megbízást, majd 1949-ben főiskolai tanári kinevezést kapott. Az 1949–50-es tanévben a főiskolát áthelyezték Egerbe, ahol újonnan kellett megszerveznie a földrajzi tanszéket, ami néhány év múlva már rendelkezett azokkal az alapvető tárgyi feltételekkel, mint a könyv- és térképtár, ásvány- és kőzetgyűjtemény. 
Az egri évek alatt Udvarhelyi tudományos érdeklődése a geográfia filozófiai kérdései felé irányult. Az 1960-ban írt és két évvel később eredményesen megvédett kandidátusi disszertációja, „A dialektikus földrajz és tanítása”, majd „A földrajz tanítása” című, 1962-ben megjelent egyetemi-főiskolai jegyzete is úttörő munka a magyar földrajzi irodalomban.
1961-ben a „Szemléltető rajzok a földrajzórán” című könyvének új kiadása nívódíjban részesült, csakúgy, mint a szerkesztésében megjelent „Magyarország természeti és gazdasági földrajza” (1968) című tankönyv. 1970-ben vonult nyugdíjba.

## Elismerései
- Munka Érdemrend (1954)
- Szocialista Munkáért érdemrend (1962)
- Szocialista Kultúráért (1965)
- A Magyar Földrajzi Társaság Szocialista Földrajzért oklevele (1968)
- Munka Érdemrend arany fokozata (1970)

## Emlékezete
A rendszerváltás után a földrajzpedagógusok kiemelkedő munkájának elismerésére létrehozták az Udvarhelyi Kendoff Károly-emlékplakettet.